# ネジダーノヴァ (小惑星)
ネジダーノヴァ (4361 Nezhdanova) は、小惑星帯に位置する小惑星である。リュドミーラ・チェルヌイフがクリミア天体物理天文台で発見した。
ロシアのソプラノ歌手、アントニーナ・ヴァシーリエヴナ・ネジダーノヴァ（ロシア語: Антони́на Васи́льевна Нежда́нова、ラテン文字転写例: Antonina Vasil'evna Nezhdanova）に因んで名付けられた。